# 스트렙토미세스속

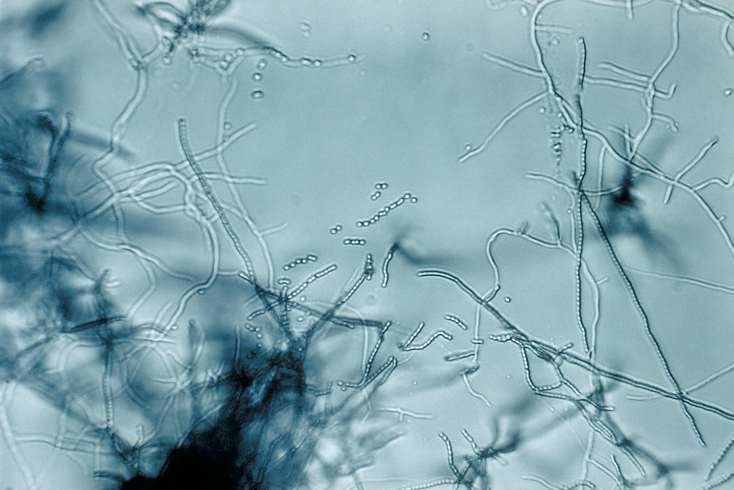
스트렙토미세스속에 속하는 종의 슬라이드 배양

스트렙토미세스속(Streptomyces)은 방선균의 가장 큰 속이며 스트렙토미세스과(Streptomycetaceae)의 유형 속이다. 500종 이상의 스트렙토미세스 세균이 연구되고 조사되었으며 자세히 설명되었다. 다른 방선균과 마찬가지로 스트렙토미세스는 그람양성세균이며 GC 함량이 높은 게놈을 가지고 있다. 토양과 썩어가는 식물에서 주로 발견되는 대부분의 연쇄상균은 포자를 생성하며 휘발성 대사산물인 지오스민의 생성으로 인해 독특한 '흙 냄새가 나는'(earthy) 냄새로 잘 알려져있다.

## 병원체 혹은 치료제
스트렙토미세스는 복잡한 2차 대사가 특징이다.  그들은 천연 유래의 임상적으로 유용한 항생제(예: 네오마이신, 사이페마이신, 그리세마이신, 보트로마이신 및 클로람페니콜)의 3분의 2 이상을 생산하는데 이용된다. 항생제인 스트렙토마이신은 스트렙토마이세스에서 직접 이름을 따왔다. 스트렙토미세스는 드문 병원체이지만 진균종 병과 같은 인간의 감염은 S. somaliensis 및 S. sudanensis에 의해 유발될 수 있으며 식물에서는 S. caviscabies, S. acidiscabies, S. turgidiscabies 및 S. scabies에 의해 유발될 수 있다.

## 스트렙토미세스
스트렙토미세스는 토양 속에 널리 분포하는 방선균의 한 속이다. 그램양성의 호기성 세균이며 방선균 가운데서 가장 큰 속으로 항생 물질, 효소, 비타민 등을 생산한다.

## 같이 보기
- 푸른곰팡이
- 살바르산
- 엽산